# 13 janvier
Pour les articles homonymes, voir Treize-Janvier.
13 décembre 13 février
Chronologies thématiques
- Croisades
- Ferroviaires
- Sports
- Disney
- Anarchisme
- Catholicisme

Abréviations / Voir aussi
- (° 1852) = né en 1852
- († 1885) = mort en 1885
- a.s. = calendrier julien
- n.s. = calendrier grégorien
- Calendrier
- Calendrier perpétuel
- Liste de calendriers
- Naissances du jour

Le 13 janvier est le 13e jour de l'année du calendrier grégorien.
Il reste 352 jours avant la fin de l'année, 353 lorsqu'elle est bissextile.
Son équivalent romain antique correspondait aux ides d'ianuarius.
C'était généralement le 24e jour du mois de nivôse dans le calendrier républicain / révolutionnaire français, officiellement dénommé jour du cuivre.

## Événements

### VIesiècle
- 532 : début de la sédition Nika à Constantinople, qui fait vaciller le trône de l'empereur Justinien Ier

### XIIesiècle
- 1129 : création de l'Ordre du Temple lors du concile de Troyes en Champagne (actuelle France).

### XVIesiècle
- 1547 : Henry Howard est condamné à mort pour haute trahison.

### XVIIIesiècle
- 1797 : début de l'engagement naval au cours duquel aura lieu le naufrage du Droits de l'Homme au retour de l'expédition d'Irlande.

### XIXesiècle
- 1836 : prise de Tlemcen par le général Clauzel en Algérie.
- 1842 : victoire de l'Émirat d'Afghanistan à la bataille de Gandamak lors de la première guerre anglo-afghane.
- 1847 : signature du traité de Cahuenga qui met fin aux combats de la guerre américano-mexicaine.
- 1848 : création de la colonie de l'Île de Vancouver (actuel Canada de l'ouest).
- 1895 : bataille de Coatit pendant la première guerre italo-éthiopienne.

### XXesiècle
- 1935 : plébiscite pour le rattachement de la Sarre à l'Allemagne (hitlérienne).
- 1942 : déclaration du palais de Saint-James.
- 1953 : dénonciation dans la presse soviétique du « complot des blouses blanches ».
- 1963 : coup d'État au Togo et assassinat du président Sylvanus Olympio ci-après.
- 1967 : Gnassingbé Eyadema y prend le pouvoir.
- 1972 : coup d'État d'Ignatius Kutu Acheampong, nouvel "homme fort" au Ghana.
- 1980 : proclamation de la IIIe République au Togo[1].
- 1988 : Lee Teng-hui devient président de la République de Chine (taïwanaise).
- 1991 : réélection de Mário Soares à la présidence du Portugal.
- 1993 : signature de la convention sur l'interdiction des armes chimiques.

### XXIesiècle
- 2018 : en République tchèque, 2e jour du premier tour de l'élection présidentielle.
- 2021 : aux États-Unis, la Chambre des représentants vote l'impeachment de Donald Trump pour incitation à l'insurrection à la suite de l'assaut du Capitole le 6 janvier[2].
- 2023 : en Tchéquie, premier jour de l’élection présidentielle. Le président sortant, Miloš Zeman, n'est plus rééligible[3].
- 2024 : à Taïwan, Lai Ching-te remporte l’élection présidentielle[4].

## Art, culture et religion
- 1129 : ouverture du concile de Troyes convoqué par le pape Honorius II pour la reconnaissance de l'Ordre du Temple (Champagne, actuel département français de l'Aube).
- 1345 : le pape Eugène IV publie la bulle Sicut dudum.
- 1910 : Pagliacci et Cavalleria rusticana sont les premiers opéras diffusés en direct à la radio, depuis le Metropolitan Opera[5].
- 1930 : le célèbre Mickey Mouse animé par Disney depuis 1928 apparaît en bandes dessinées.
- 1968 : Johnny Cash enregistre l'album live At Folsom Prison dans la prison d'État de Folsom.
- 1972 : la sortie britannique du film Orange mécanique de Stanley Kubrick déclenche un tourbillon de polémiques au Royaume-Uni.
- 1995 : l'évêque catholique d'Évreux Monseigneur Jacques Gaillot est muté de France par le Vatican, pour ses prises de position sociétales évangéliques assez inhabituelles à son niveau du clergé, vers un symbolique évêché de Parthénia enfoui sous le sable et sans ouailles incarnées depuis le Ve siècle en Algérie[6].
- 2025 : en Inde, début des festivités de la Kumbh Mela à Prayagraj, le plus grand rassemblement humain au monde avec 400 millions de pèlerins attendus[7].

## Sciences et techniques
- 1908 : Henri Farman parcourt un circuit aérien fermé d'un kilomètre au-dessus du terrain d'Issy-les-Moulineaux à bord d'un biplan, établissant ainsi un nouveau record du monde.
- 1942 : Helmut Schenk fait la première utilisation d'un siège éjectable, sur un prototype Heinkel He 280.
- 2000 : une équipe internationale de chirurgiens dirigée par le Pr Jean-Michel Dubernard effectue une double greffe des mains à l'hôpital Edouard-Herriot de Lyon, sur un peintre en bâtiment de 33 ans (première mondiale).
- 2023 : inauguration du port spatial Esrange, base de lancement en Suède devant permettre de lancer pour la première fois des satellites depuis l'Europe continentale[8].

## Économie et société
- 1898 : publication de la tribune J'accuse…! d'Émile Zola dans le quotidien L'Aurore lors de l'affaire Dreyfus.
- 1915 : un séisme dans la région d'Avezzano dans le centre de l'Italie cause près de 30 000 morts.
- 1998 : auto-immolation d'Alfredo Ormando en protestation contre l'homophobie.
- 2012 : le navire de croisière Costa Concordia touche un récif, s’échoue et fait naufrage, à proximité de l’île de Giglio au large de Porto Santo Stefano sur le littoral sud de la Toscane.

## Naissances

### IIesiècle
- 101 : Lucius Aelius, fils adoptif de l'empereur Hadrien († 1er janvier 138).

### XVIIesiècle
- 1674 : Prosper Jolyot de Crébillon, dramaturge français († 17 juin 1762).
- 1698 : Pietro Metastasio, poète et librettiste italien († 12 avril 1782).

### XVIIIesiècle
- 1727 : Pierre Laujon, chansonnier français († 13 juillet 1811).
- 1741 : Joseph Fabre, homme politique français († 29 janvier 1819).

### XIXesiècle
- 1804 : Paul Gavarni, aquarelliste et dessinateur français († 23 novembre 1866).
- 1805 : Paquiro, matador espagnol († 4 avril 1851).
- 1812 : Victor de Laprade, homme de lettres et homme politique français († 13 décembre 1883).
- 1845 : Félix Tisserand, astronome français († 20 octobre 1896).
- 1859 : Maurice Paléologue, diplomate et historien français († 18 novembre 1944).
- 1864 : Wilhelm Wien, physicien prussien, Prix Nobel de physique en 1911 († 30 août 1928).
- 1865 : Emmanuel Pontremoli, architecte français († 25 juillet 1956).
- 1866 : Vassili Kalinnikov, compositeur russe († 11 janvier 1901).
- 1874 : Joseph-Ernest Van Roey, prélat belge († 6 août 1961).
- 1876 : Erhard Schmidt, mathématicien allemand († 6 décembre 1959).
- 1878 :
  - Harry Bernard, acteur américain († 4 novembre 1940).
  - Lionel Groulx, historien canadien († 23 mai 1967).
- 1885 : 
  - Joseph Medes Ferris, agriculteur espagnol, martyr de la guerre d'Espagne († 12 novembre 1936)[9].
  - Art Ross, joueur et entraîneur canadien de hockey sur glace († 5 août 1964).
- 1886 :
  - André François, footballeur français († 17 mars 1915).
  - Isa Jeynevald, cantatrice française († 7 avril 1967).
  - Michel Temporal, médecin militaire français († 7 juillet 1944).
- 1887 :
  - Georges-Henry Duquet, peintre québécois († 4 septembre 1967).
  - Gabriel Gabrio, acteur français († 31 octobre 1946).
- 1895 : Jane Marken, actrice française († 1er décembre 1976).

### XXesiècle
- 1902 :
  - Osvaldo Farrés, compositeur cubain († 22 décembre 1985).
  - Karl Menger, mathématicien autrichien († 5 octobre 1985).
- 1904 : Richard Addinsell, compositeur britannique († 14 novembre 1977).
- 1905 : Kay Francis, actrice américaine († 26 août 1968).
- 1906 :
  - Omer Côté, juge et homme politique québécois († 15 juin 1999).
  - Zhou Youguang, linguiste, économiste et écrivain chinois, devenu supercentenaire († 14 janvier 2017).
  - Léon Israël, médecin juif français assassiné par la Milice († 27 avril 1944)
- 1909 :
  - Danny Barker, banjoïste et guitariste américain de jazz († 13 mars 1994).
  - Marinus van der Lubbe, néerlandais, incendiaire présumé du palais du Reichstag († 10 janvier 1934).
- 1911 : Guido Del Mestri, prélat italien († 2 août 1993).
- 1913 : Gilbert Cesbron, écrivain français († 12 août 1979)[10].
- 1914 : Jijé (Joseph Gillain dit), dessinateur de bandes dessinées belge († 19 juin 1980).
- 1915 : Louis Amade, parolier français († 4 octobre 1992).
- 1918 :
  - Maurice Blondel, footballeur français († 15 novembre 2006).
  - Raden Panji Muhammad Noer, homme politique indonésien († 16 avril 2010).
- 1919 : Robert Stack, acteur américain († 14 mai 2003).
- 1922 :
  - Jeanne Bourin, romancière française († 19 mars 2003)[10].
  - Albert Lamorisse, réalisateur français († 2 juin 1970).
- 1923 : 
  - Jack Watling, acteur américain († 22 mai 2001).
  - Willem Slijkhuis, athlète néerlandais, spécialiste du demi-fond et du fond († 28 juin 2003).
- 1924 :
  - Ivan Boukreïev, chanteur soviétique († 2 octobre 1998)
  - Roland Petit, chorégraphe et danseur français († 10 juillet 2011)[10].
  - Léon Soulier, prélat français († 25 décembre 2016).
  - Paul Feyerabend, philosophe des sciences américain, d'origine autrichienne († 11 février 1994).
- 1925 : Gwen Verdon, actrice américaine († 18 octobre 2000).
- 1927 : Sydney Brenner, médecin sud-africain, prix Nobel de médecine en 2002 († 5 avril 2019).
- 1929 : 
  - Joe Pass, guitariste de jazz américain († 23 mai 1994).
  - Françoise Prévost, actrice française († 30 novembre 1997).
- 1930 : Peter Vail, géologue et géophysicien américain, précurseur de la stratigraphie séquentielle († 28 décembre 2024).
- 1932 : Joseph Zen, prélat chinois catholique à Hong Kong.
- 1933 :
  - Janet Kear, ornithologue britannique († 24 novembre 2004).
  - Paul Valadier, philosophe français.
- 1934 :
  - Nick Clooney, journaliste et présentateur américain.
  - Jacques Debronckart, compositeur français († 25 mars 1983).
- 1937 : Christian Darrouy, joueur de rugby français.
- 1938 :
  - Richard Anthony, chanteur français († 19 avril 2015)[10].
  - Charlie Brill, acteur américain.
  - Cabu (Jean Cabut dit), dessinateur français († 7 janvier 2015)[10].
  - William B. Davis, acteur canadien.
  - Billy Gray, acteur américain.
- 1939 : Cesare Maniago, gardien de but de hockey sur glace canadien.
- 1940 : 
  - Ron Brand (en), receveur de baseball professionnel américain.
  - Ahmed Gaïd Salah, général algérien, chef d'État intérimaire post-Boutéflika contesté par le Hirak de 2019 († 23 décembre 2019).
- 1941 :
  - Jean-Claude Guibal, homme politique français († 25 octobre 2021).
  - Serge Laprade, chanteur et animateur québécois de radio et de télévision († 17 janvier 2024).
- 1943 : Richard Moll, acteur américain († 26 octobre 2023).
- 1944 : Ferenc Petrovácz, tireur sportif hongrois († 14 août 2020).
- 1945 :
  - Pierre Galle, basketteur français.
  - Thierry Lévy, avocat français († 30 janvier 2017).
- 1947 : Peter Sundelin, marin suédois champion olympique.
- 1948 : Françoise David, militante et femme politique québécoise.
- 1949 :
  - Rakesh Sharma, spationaute indien.
  - Allan Sharpe, acteur écossais († 5 juin 2004).
- 1950 :
  - Christian Gaudin, homme politique français.
  - John McNaughton, réalisateur américain.
- 1951 :
  - Guy Corneau, psychothérapeute et auteur québécois († 5 janvier 2017).
  - Bernard Loiseau, cuisinier français († 24 février 2003)[10].
- 1953 : Luann Ryon, archère américaine championne olympique († 30 décembre 2022).
- 1954 :
  - Céline Monsarrat, actrice et doubleuse vocale francophone.
  - Mike Palmateer (en), gardien de but de hockey sur glace canadien.
  - Trevor Rabin, musicien et compositeur sud-africain.
- 1957 :
  - Bruno Baronchelli, footballeur français.
  - Mark O'Meara, golfeur américain.
- 1958 : Euzhan Palcy, réalisatrice française (antillaise) de cinéma.
- 1959 : Winnie Byanyima, ingénieur aéronautique, femme politique, et diplomate ougandaise.
- 1961 : Julia Louis-Dreyfus, actrice américaine.
- 1962 : 
  - Kevin Mitchell, joueur de baseball professionnel américain.
  - Tor Heiestad, tireur sportif norvégien champion olympique.
- 1963 : Daniel Brière, acteur et metteur en scène québécois.
- 1964 : Penelope Ann Miller, actrice américaine.
- 1966 : 
  - Patrick Dempsey, acteur américain.
  - Emma Pidding, femme politique britannique.
- 1967 : Annie Jones (en), actrice australienne.
- 1968 : Gianni Morbidelli, pilote automobile italien.
- 1969 : Stephen Hendry, joueur de snooker écossais.
- 1970 :
  - Keith Coogan, acteur américain.
  - Marco Pantani, cycliste italien († 14 février 2004).
  - Shonda Rhimes, réalisatrice et scénariste américaine.
- 1971 : John Mallory Asher, acteur américain.
- 1972 : 
  - Nicole Eggert, actrice américaine.
  - Vitaly Scherbo, gymnaste biélorusse sextuple champion olympique.
- 1973 : Nikolai Khabibulin, gardien de but russe de hockey sur glace.
- 1975 : 
  - Marina Granovskaia, dirigeante russo-canadienne de football.
  - Daniel Kehlmann, écrivain germano-autrichien.
- 1976 : Tania Vicent, patineuse de vitesse sur courte piste québécoise.
- 1977 :
  - Orlando Bloom, acteur britannique.
  - Cayetano, matador espagnol.
- 1979 : Yang Wei, joueuse de badminton chinoise, championne olympique.
- 1982 : Marie-Pierre Vedrenne, femme politique française.
- 1983 : Ronny Turiaf, basketteur français.
- 1985 : Ellen Wong, actrice canadienne d'origine cambodgienne.
- 1986 :
  - Jessy Moulin, footballeur français.
  - Joannie Rochette, patineuse artistique québécoise.
- 1988 : Marylin Maeso, philosophe française.
- 1989 :
  - Julian Perretta, chanteur britannique.
  - Joel Silva, footballeur paraguayen.
- 1990 : Liam Hemsworth, acteur australien.
- 1991 : 
  - Kyle Clifford, hockeyeur professionnel canadien.
- 1992 : Valentin Bigote, basketteur français.
- 1995 : Natalia Dyer, actrice américaine.
- 1997 : Egan Bernal, cycliste colombien.
- 1999 : Canelle Chokron, entrepreneuse français.
- 2000 :
  - Charles-Henry Berguet, joueur belge de rugby à XV.
  - Vladimir Screciu, footballeur roumain.
  - Joseph Veleno, hockeyeur professionnel canadien.

## Décès

### Iersiècleav. J.-C.
- -86 : Caius Marius, militaire et homme politique romain (° -157).

### VIesiècle
- 533 : saint Remi de Reims, évêque de Reims.

### VIIIesiècle
- 703 : Jitō, impératrice du Japon (° 645).
- 731 : Berhtwald, archevêque de Cantorbéry (° v. 650).

### IXesiècle
- 858 : Æthelwulf, roi du Wessex (° 795).
- 888 (ou 12 janvier) : Charles III le Gros, empereur d'Occident (° 839).

### XIIesiècle
- 1138 : Simon Ier, duc de Lorraine (° v. 1076).
- 1147 / 1149 : Robert de Craon, Grand-Maître de l'Ordre du Temple (° inconnue).
- 1151 : Suger de Saint-Denis, homme d'Église et homme d'État français (° 1080 ou 1081).
- 1177 : Henri II, duc d'Autriche (°1107).

### XIVesiècle
- 1330 : Frédéric le Bel, Roi des Romains (° 1286).
- 1368 : Marco Cornaro, doge de Venise (° 1285).

### XVIesiècle
- 1599 : Edmund Spenser, poète anglais (° v. 1552).

### XVIIesiècle
- 1676 : André Graindorge, philosophe français (° 1616).
- 1691 : George Fox, leader religieux américain (° juillet 1624).

### XVIIIesiècle
- 1757 : Francesco Albotto, peintre italien (° vers 1721).
- 1759 : José de Mascarenhas da Silva, seigneur portugais, brûlé vif à Santa Maria de Belém (° 2 octobre 1708).
- 1766 : Frédéric V, roi de Danemark et de Norvège (° 31 mars 1723).
- 1790 : Luc Urbain du Bouëxic de Guichen, militaire français (° 21 juin 1712).
- 1793 : Nicolas-Jean Hugou de Bassville, révolutionnaire français (° 7 février 1743).

### XIXesiècle
- 1852 : Fabian Gottlieb von Bellingshausen, militaire de l'Empire russe (° 20 septembre 1778).
- 1854 : Fructuoso Rivera, militaire et homme politique uruguayen (° 17 octobre 1784).
- 1864 : Stephen Foster, musicien américain (° 4 juillet 1826).
- 1885 :
  - Joseph Arnaud, homme politique français (° 13 juin 1801).
  - Schuyler Colfax, homme politique américain (° 23 mars 1823).
  - Charles Fleury, homme politique français (° 19 février 1819).
  - Gilbert Girouard, homme politique canadien (° 26 octobre 1846).
  - Jules Isaac, homme politique belge (° 15 juin 1830).
- 1886 : 
  - Jules Barrême, avocat et haut-fonctionnaire français (° 25 avril 1839).
  - Cesare Bertea, homme politique italien (° 28 juin 1823)

### XXesiècle
- 1906 : Alexandre Popov, physicien russe (° 16 mars 1859).
- 1907 : Antonio Montes, matador espagnol (° 20 décembre 1876).
- 1923 : Alexandre Ribot, homme politique français (° 7 février 1842).
- 1929 : Wyatt Earp, marshal américain (° 19 mars 1848).
- 1934 :
  - Jean-Baptiste Marchand, militaire et explorateur français (° 22 novembre 1863).
  - Paul Villard, physicien français (° 28 septembre 1860).
- 1941 : James Joyce, romancier et poète irlandais (° 2 février 1882).
- 1943 :
  - Charles Tate Regan, ichtyologiste britannique (° 1er février 1878).
  - Sophie Taeuber-Arp, peintre suisse (° 19 janvier 1889).
- 1953 : Alfred Laliberté, sculpteur québécois (° 19 mai 1878).
- 1958 : Edna Purviance, actrice américaine (° 21 octobre 1895).
- 1962 : Ernie Kovacs, acteur et humoriste américain (° 23 janvier 1919).
- 1963 :
  - Sonny Clark musicien américain (° 21 juillet 1931).
  - Sylvanus Olympio, chef d'État togolais (° 6 septembre 1902).
- 1974 : Raoul Jobin, ténor québécois (° 8 avril 1906).
- 1976 : Margaret Leighton, actrice anglaise (° 26 février 1922).
- 1977 : Henri Langlois, homme de cinéma français, fondateur de la Cinémathèque française (° 13 novembre 1914).
- 1978
  - Maurice Carême, écrivain et poète belge (° 12 mai 1899).
  - Hubert Humphrey, homme politique américain (° 27 mai 1911).
  - Joe McCarthy (en), manager du baseball majeur (° 21 avril 1887).
- 1979 :
  - Donny Hathaway, auteur-compositeur et interprète américain (° 1er octobre 1945).
  - Marjorie Lawrence, soprano australienne (° 17 février 1907).
- 1980 : André Kostelanetz, chef d’orchestre russo-américain de musique légère (° 22 décembre 1901).
- 1982 : Marcel Camus, réalisateur français (° 21 avril 1912).
- 1983 : Arthur Space, acteur américain (° 12 octobre 1908).
- 1988 : Chiang Ching-Kuo, homme d'État taïwanais, président de Taïwan de 1978 à 1988 (° 27 avril 1910).
- 1992 : Henri Queffélec, écrivain français (° 29 janvier 1910).
- 1993 : René Pleven, homme politique français (° 15 avril 1901).
- 1996 :
  - Denise Grey, comédienne française (° 17 septembre 1896).
  - Mark Herron, acteur américain (° 8 juillet 1928).
  - Dean Kelley, basketteur américain (° 23 septembre 1931).
- 1998 :
  - Joseph Bintener, cycliste sur route luxembourgeois (° 1er octobre 1917).
  - Bob Martin, chanteur autrichien (° 7 juin 1922).
  - Kurt Weißenfels, footballeur est-allemand puis allemand (° 13 juin 1920).

### XXIesiècle
- 2001 : Amando de Ossorio, réalisateur espagnol (° 6 avril 1918).
- 2002 :
  - Christian von Bülow, skipper danois (° 14 décembre 1917).
  - Ted Demme, réalisateur et producteur américain (° 26 octobre 1963).
  - Paul Fannin, homme politique américain (° 29 janvier 1907).
  - Gregorio Fuentes, capitaine de navire cubain (° 11 juillet 1897).
  - Antonije Isaković, romancier et poète yougoslave puis serbe (° 6 novembre 1923).
  - Pierre Joubert, dessinateur français (° 27 juin 1910).
  - Frank Shuster, humoriste et scénariste canadien (° 5 septembre 1916).
- 2003 : Norman Panama, scénariste, réalisateur et producteur américain (° 21 avril 1914).
- 2004 :
  - Marcel Cabiddu, homme politique français (° 10 février 1952).
  - Mike Goliat, joueur de baseball américain (° 5 novembre 1921).
  - Tom Hurndall, photographe britannique (° 29 novembre 1981).
  - Harold Shipman, médecin et tueur en série britannique (° 14 janvier 1946).
- 2005 :
  - Nell Rankin, chanteuse d'opéra américaine (° 3 janvier 1924).
  - Jacques de Tonnancour, peintre et professeur de peinture canadien (° 3 janvier 1917).
- 2006 :
  - Gordon Atkinson, homme politique canadien (° 24 août 1922).
  - Marc Potvin, hockeyeur sur glace canadien (° 29 janvier 1967).
  - Joan Root, cinéaste kényane (° 18 janvier 1936).
- 2007 :
  - Michael Brecker, musicien américain (° 29 mars 1949).
  - Mostefa Lacheraf, écrivain, historien, sociologue et homme politique algérien (° 7 mars 1917).
  - Henri-Jean Martin, historien français (° 16 janvier 1924).
  - Augustin Diamacoune Senghor, prêtre et homme politique sénégalais (° 4 avril 1928).
- 2008 : Johnny Podres, lanceur de baseball américain (° 30 septembre 1932).
- 2009 : Patrick McGoohan, acteur, scénariste et réalisateur irlando-américain (° 19 mars 1928).
- 2010 :
  - Teddy Pendergrass, chanteur et compositeur américain (° 26 mars 1950).
  - Ed Thigpen, batteur de jazz américain (° 28 décembre 1930).
- 2013 : Benny Luke, danseur et acteur franco-américain (° 23 novembre 1942).
- 2017 :
  - Antony Armstrong-Jones, designer, photographe et réalisateur britannique, ex-époux de Margaret du Royaume-Uni (° 7 mars 1930).
  - Horacio Guarany, écrivain et chanteur argentin (° 15 mai 1925).
  - Anton Nanut, chef d'orchestre slovène (° 13 septembre 1932).
  - Arezki Rabah, acteur algérien (° 14 mars 1938).
- 2020 : Jean Delumeau, historien français et breton académicien ès inscriptions et belles-lettres (° 18 juin 1923).
- 2021 : 
  - Moses Hamungole, évêque catholique zambien (° 1er janvier 1967).
  - Marielle de Sarnez, femme politique française et européenne, personne de confiance de François Bayrou (° 27 mars 1951).
- 2022 : 
  - Jean-Jacques Beineix, réalisateur, écrivain, dialoguiste, scénariste, producteur de cinéma et metteur en scène français (° 8 octobre 1946).
  - Werner Delmes, hockeyeur sur gazon allemand (° 28 septembre 1930).
- 2023 :
  - Madeleine Attal, actrice et metteuse en scène française (° 11 décembre 1921).
  - Ray Cordeiro, animateur radio et acteur hongkongais (° 12 décembre 1924).
  - Jimmy Glasberg, directeur de la photographie français (° 22 mars 1940).
  - Robbie Knievel, motocycliste et cascadeur américain (° 7 mai 1962).
  - Klas Lestander, biathlète suédois (° 18 avril 1931).
  - Fañch Peru, écrivain français de langue bretonne (° 8 février 1940).
  - Julian Sands, acteur britannico-américain (° 4 janvier 1958).
  - Huey « Piano » Smith, pianiste américain (° 26 janvier 1934).
- 2024 :
  - Jean-Jacques Bénetière, homme politique français (° 2 février 1939).
  - Bernard Descôteaux, journaliste canadien (° 1947).
  - Moe L'Abbé, hockeyeur sur glace canadien (° 12 août 1947).
  - Stephen Laybutt, footballeur australien (° 3 septembre 1977).
  - Enzo Moscato, dramaturge, acteur et metteur en scène de théâtre italien (° 20 avril 1948).
  - Louis Roquin, compositeur et plasticien français (° 23 décembre 1941).
  - Sigi Rothemund, réalisateur et scénariste allemand (° 14 mars 1944).
  - Tom Shales, critique et journaliste américain (° 3 novembre 1944).
  - Jo-El Sonnier, auteur-compositeur et accordéoniste américain (° 3 octobre 1946).
  - Gunther Stilling, enseignant et sculpteur allemand (° 2 mai 1943).
  - Jean Sylla, homme politique français (° 26 décembre 1929).
  - Romuald Twardowski, compositeur polonais (° 17 juin 1930).
- 2025 :
  - Tony Book, footballeur et entraîneur britannique (° 4 septembre 1934).
  - Mariama Camara, femme politique guinéenne (° ).
  - Oliviero Toscani, photographe italien (° 28 février 1942).

## Célébrations

### Internationales et nationales
- « No Pants Subway Ride » ou journée mondiale "sans pantalon dans le métro", ni jupe ni robe, où des gens se mobilisent en réseau pour prendre leur métro en sous-vêtements à Berlin, New York ou Paris depuis 2002[11].

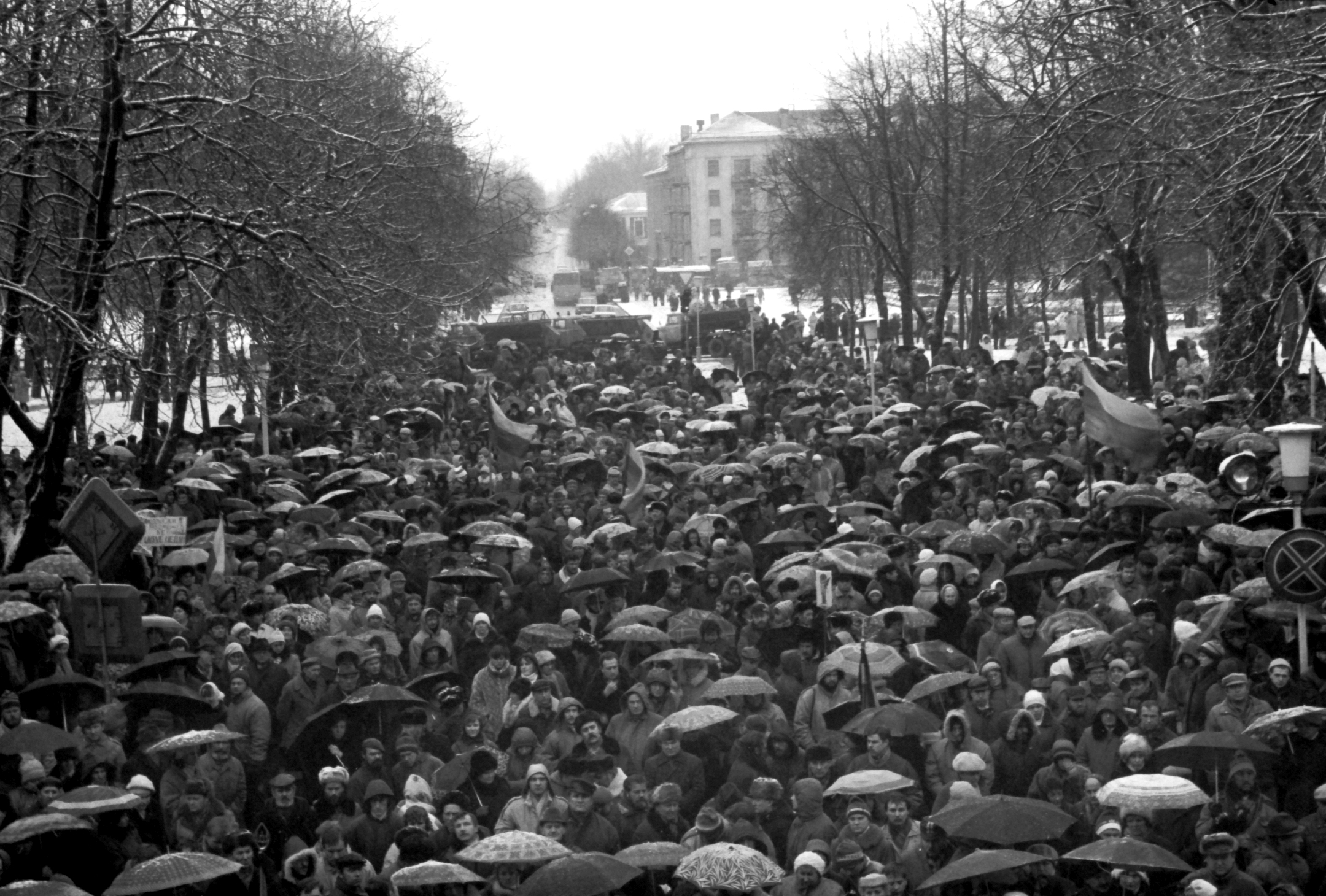
Aperçu de la manifestation du 13 janvier 1991 en Lituanie.

- Cap-Vert : dia da democracia (en) / jour de la démocratie).
- Finlande et Suède : Julgransplundring (sv), Tjugondedag jul (sv) ou Tjugondag Knut marquant la fin de la période de Noël où l'on enlève le sapin.
- France : journée nationale de l'hypersensibilité[12],[13].
- Inde : fête de Lohri c'est-à-dire hivernale des moissons.
- Lituanie : journée des défenseurs de la liberté en souvenir de l'assaut de la Tour de Vilnius, symbole de l'invasion des Pays baltes par l'ex-Union des républiques socialistes soviétiques (URSS) en 1991 (12 janvier ? Et photographie jointe).
- Togo : fête de la libération[14] (voir aussi Événements ci-avant).

### Religieuses
- Christianisme orthodoxe : nouvel An orthodoxe dans la nuit du 13 au 14 janvier selon l'ancien calendrier julien (Biélorussie, Bosnie-Herzégovine (dont République serbe de Bosnie), Géorgie, Macédoine du Nord, Monténégro, Russie, Serbie, Ukraine).

### Saints des Églises chrétiennes

#### Saints des Églises catholiques et orthodoxes
Saints des Églises catholiques et orthodoxes :
- Abdallah († 852), martyr.
- Agrice de Trèves (de) († 330), 5e évêque de Trèves, patron du diocèse de Trèves.
- Bernon de Cluny († 927), fondateur et 1er abbé de Cluny.
- Désigné de Maastricht (nl) († 520), 13e évêque de Tongres et Maastricht.
- Elian de Llanellian (en) († 540), ermite sur l'île Anglesey.
- Enogat († 631), 5e évêque de Saint-Malo et saint-patron du « berceau de Dinard ».
- Glaphyre († 324), martyre à Amasée.
- Gumesinde († 852), prêtre, et Serdieu, moine, martyrs à Cordoue.
- Hermile († 315), diacre, et son geôlier converti Stratonique, martyrs à Singidunum en Mésie.
- Hilaire de Poitiers († 367), 2e évêque de Poitiers, docteur de l'Église.
- Kentigern de Glasgow († 603), 1er évêque de Glasgow.
- Léonce de Césarée (IVe siècle), évêque de Césarée de Cappadoce.
- Léogisile († 653), abbé d'un monastère à la Boisselière actuellement Saint-Longis.
- Pierre de Capitolias († 713), prêtre martyr à Capitolias.
- Vivence († 400), prêtre et disciple de saint Hilaire.

#### Saints et bienheureux des Églises catholiques
Saints et bienheureux des Églises catholiques :
- Dominique Pham Trong (vi) († 1859), son fils Luc Thin et Joseph Pham Trong, tertiaires dominicains martyrs au Tonkin.
- Emile Szramek (pl) († 1942), bienheureux prêtre polonais et martyr à Dachau.
- Francesco Maria Greco († 1931), bienheureux prêtre italien - fondateur de congrégation.
- Godefroy de Kappenberg (de) († 1127), bienheureux prémontré allemand.
- Hildemar († 1097), ermite - fondateur de la congrégation d'Arrouaise.
- Ivette de Huy († 1228), recluse et mystique belge.
- Remi de Reims, cf. Décès en 533 ci-avant, 15 janvier, voire 1er octobre à Reims et environs.
- Véronique de Binasco († 1497), bienheureuse religieuse conserve (ou "converse" ?) augustine italienne.
- Victoria Valverde († 1937), bienheureuse religieuse espagnole martyre lors de la guerre civile espagnole.

#### Saints des Églises orthodoxes
- Eléazar de Solovski († 1656), moine.
- Irénarque de Rostov († 1616), reclus.
- Maxime de Lampsaque († 1365), moine.

### Prénoms du jour[Où?]
Bonne fête aux Yvette et ses variantes ou dérivés : Ivet, Iveta, Iveth, Ivetken, Ivett, Ivetta, Ivette, Iweta, Iwetta, Yevette, Yvedt, Yvetta, Erwana (en breton, voir saint-Yves les 19 mai), etc.
Et aussi aux :
- Enogad et sa variante Enogat.
- Hilaire et ses variantes : Helario, Hilar, Hilaria, Hilarid, Hilarie, Hilario, Hilarion, Hilarius, Hilary, Hillary, Hillery, Ilaria, Ilario, etc. (dictons suivants pour la plupart).

## Traditions et superstitions

### Dictons
- « À la Saint-Hilaire, le jour croît d'une heure de bergère. »[Cosson 1]
- « À la Saint-Hilaire, le vin gèle dans le verre. »[réf. nécessaire]
- « Arcade et Hilaire gèlent les rivières. »[17],[18] (la saint(e)-Arcade a lieu la veille 12 janvier).
- « Du soleil pour Saint-Hilarion, il faudra force tison. »
- « Entre le 10 et le 20 janvier, les plus contents sont les drapiers. »[19]
- « Qui file le jour de Saint-Hilaire est sûr de filer son suaire. »[Cosson 2]
- « S'il neige à la Saint-Hilaire, il fera froid tout l'hiver. »
- « Soleil au jour de Saint-Hilaire, rentre ton bois pour l'hiver. »[Cosson 3]
- « Soleil et chaleur à la Saint-Hilaire, n'indiquent pas la fin de l'hiver. »[20]

### Astrologie
- Signe du zodiaque : 23e jour du signe astrologique du Capricorne.

## Toponymie
- Les noms de plusieurs voies, places, sites ou édifices de pays ou régions francophones contiennent cette date sous diverses graphies : voir Treize-Janvier .